# Arthur Streeton
Arthur Streeton (ur. 8 kwietnia 1867 w Mount Duneed, w stanie Wiktoria, zm. 1 września 1943 w Olindzie, w stanie Wiktoria) – australijski malarz-pejzażysta, jeden z wiodących członków ugrupowania Heidelberg School, zwanego też australijskim impresjonizmem.

## Życiorys

### Dzieciństwo i młodość
Arthur Ernest Streeton urodził się jako czwarty z pięciu synów nauczyciela Charlesa Henry Streetona i jego żony Mary Blundell, z domu Johnson, którą Charles spotkał podczas swej podróży z Anglii w 1854 roku i z którą ożenił się w 1857 roku (para miała jeszcze dwie córki). W 1869 roku Streetonowie przenieśli się do Queenscliff, gdzie Charles Streeton pracował jako nauczyciel. W 1874 roku rodzina przeniosła się do Melbourne, gdzie Charles dostał pracę w miejscowym Wydziale Oświaty. Później rodzina zamieszkała w Richmond, gdzie w Punt Road State School mały Arthur rozpoczął naukę. W 1880 roku został urzędnikiem w biurze Rolfe & Co. Już jako dziecko lubił rysować i szkicować w akwareli. W latach 1882–1887 uczył się w National Gallery of Victoria School of Design w Melbourne pod kierunkiem Oswalda Rose Campbella, Fredericka McCubbina i George’a Folingsby'ego uczestnicząc razem z innymi studentami w plenerach malarskich w okolicach Melbourne, takich jak Box Hill, Mentone czy Heidelberg. W latach 1886–1888 pracował jako litograf w Charles Troedel & Co.

### Kariera artystyczna

#### Pierwsze lata
Pierwsza samodzielna praca Streetona, Jego pierwszy wąż, została opublikowana w Australasian Sketcher 24 stycznia 1889 roku. Streeton nie miał formalnego wykształcenia jako malarz; jego pierwsze zachowane obrazy olejne pochodzą z 1884 roku, kiedy był on w dużej mierze samoukiem, zdobywającym wiedzę w oparciu o podręcznik Williama Morrisa Hunta Talks About Art z 1877 roku.

#### Heidelberg School

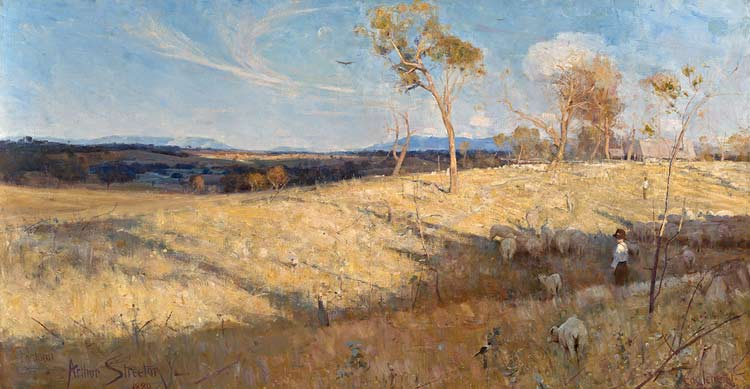
Złote lato w Eaglemont, 1889, National Gallery of Australia

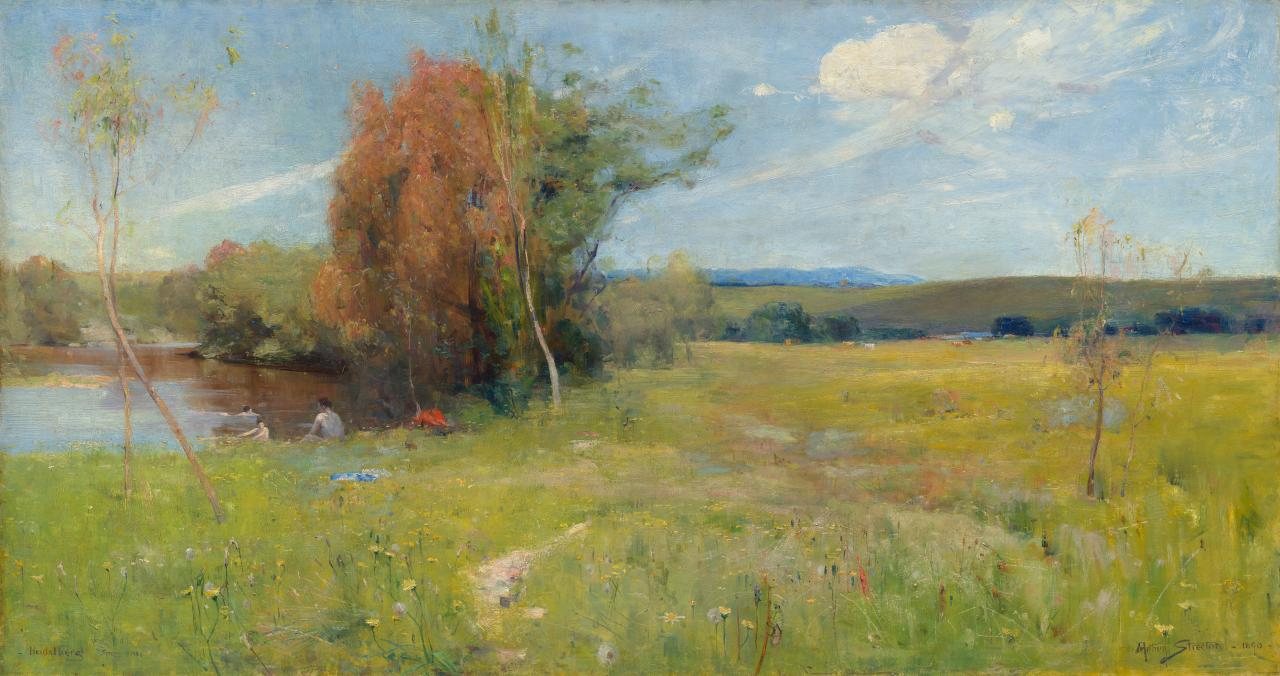
Wiosna, 1890, National Gallery of Victoria

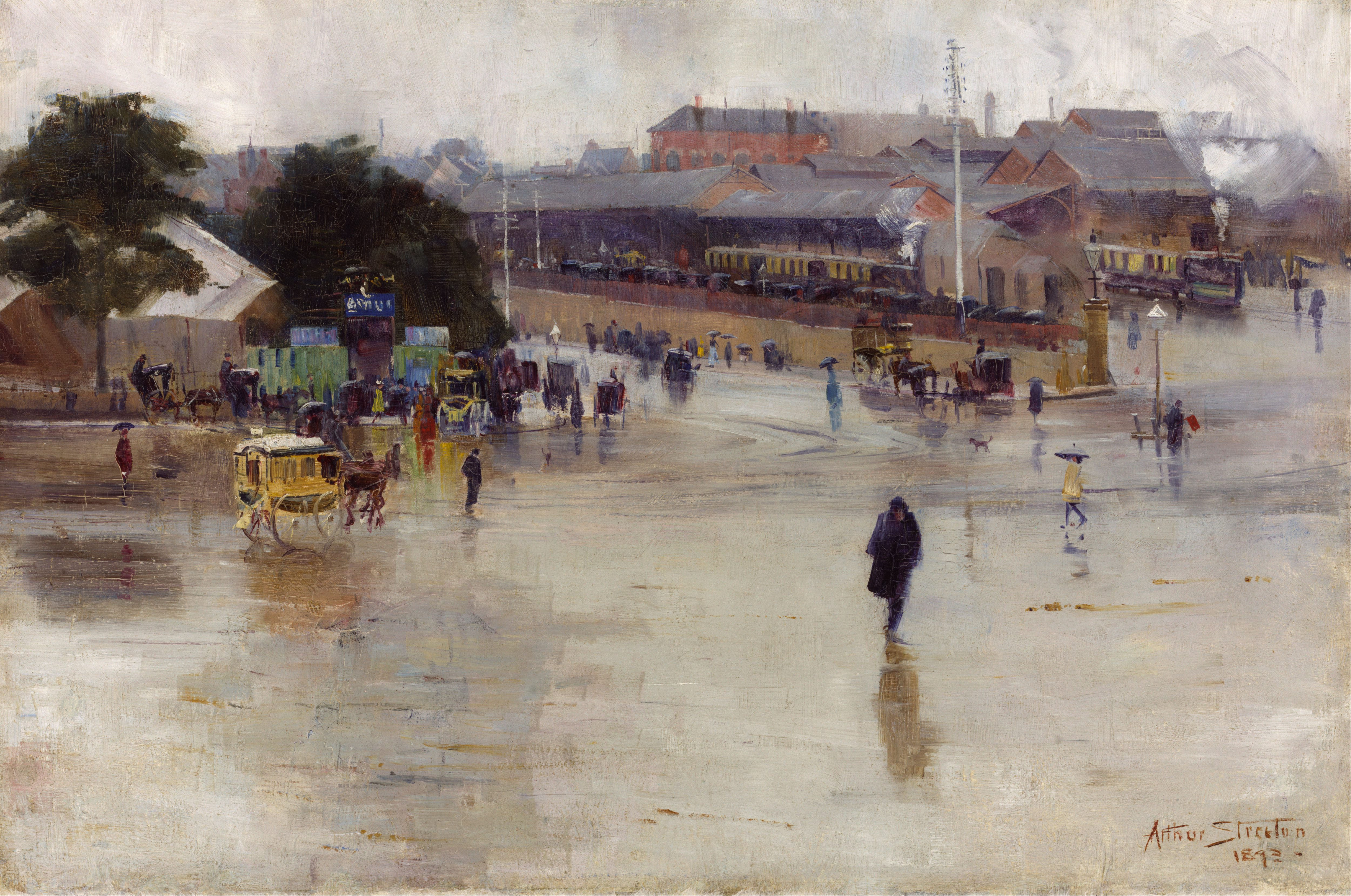
Dworzec kolejowy w Redfern, 1893, Art Gallery of New South Wales

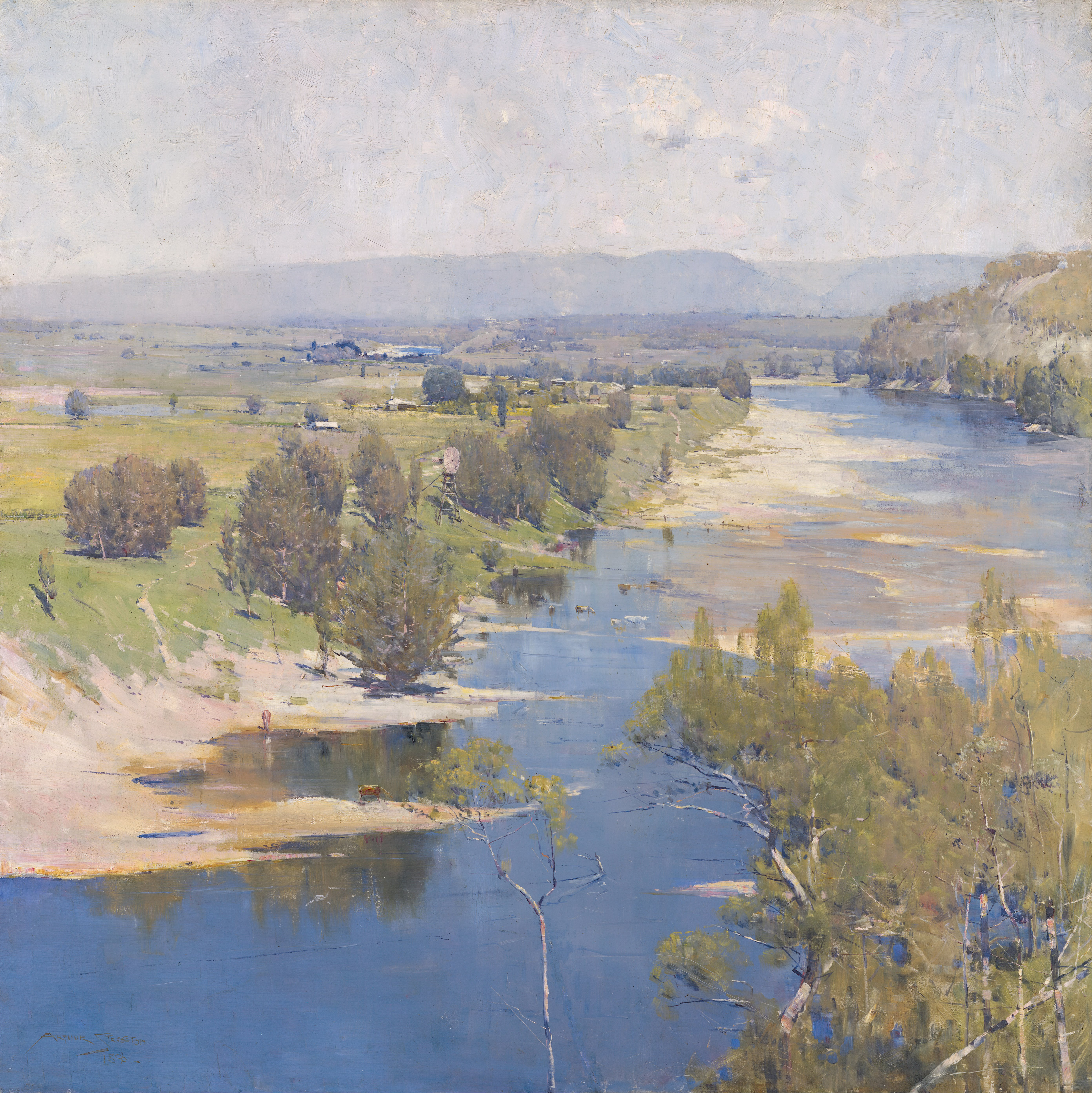
Przejrzysta moc purpurowego południa, 1896, National Gallery of Victoria

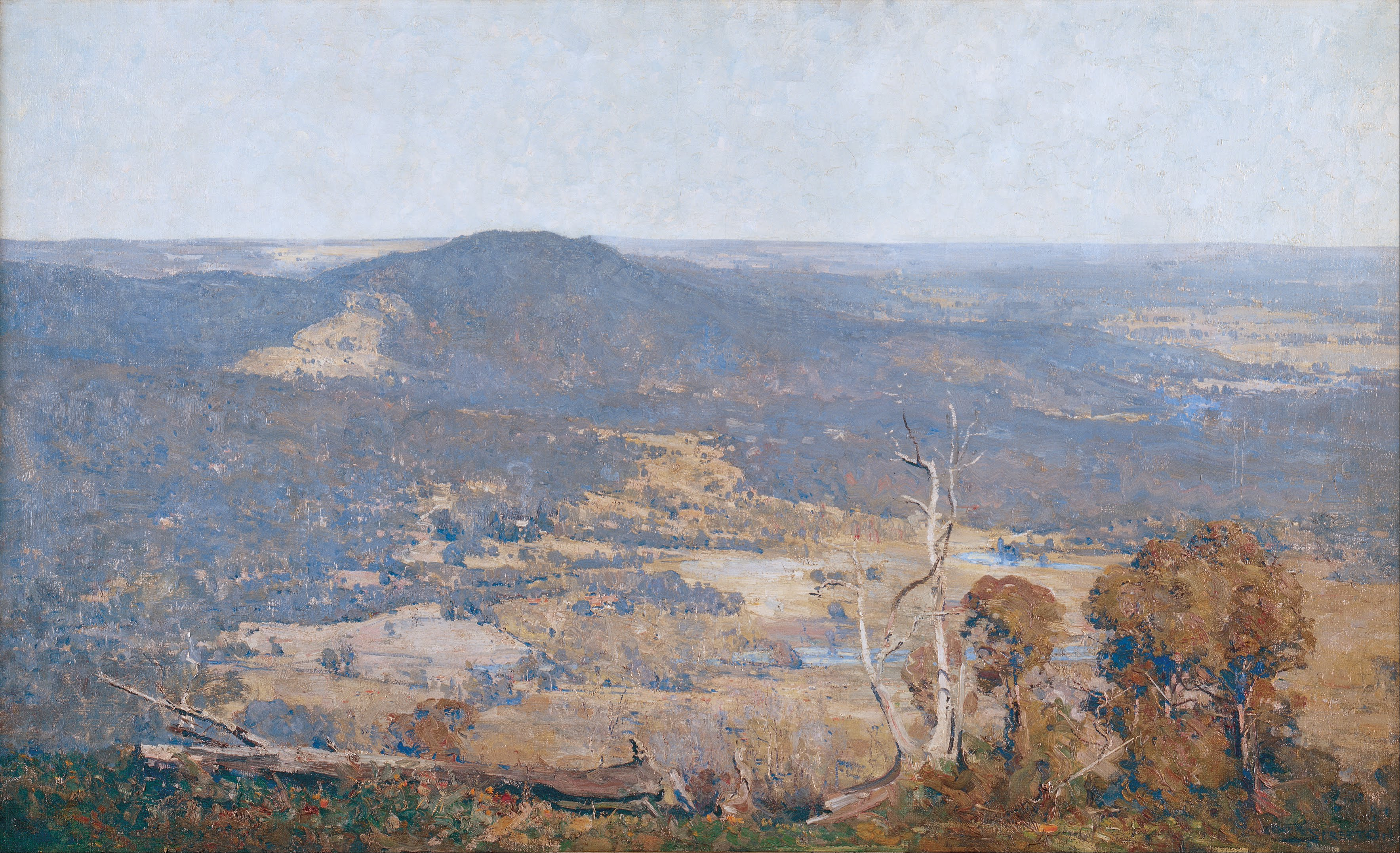
Australia Felix, 1907, Art Gallery of South Australia

Latem 1886 Streeton spotkał w Mentone Toma Robertsa, który po obejrzeniu jego prac wykonanych w plenerze zaproponował mu przyłączenie się do grupy malarskiej z Frederickiem McCubbinem i Louisem Abrahamsem w składzie. W kolejnych latach Streeton malował w ich towarzystwie zgłębiając problemy światła, ciepła, przestrzeni i odległości. Sprzedał pierwsze obrazy: Obóz osadników i Idylla. Pod koniec lat 80. głównym obozem artystycznym grupy stał się stary dom w Eaglemont, z widokiem na dolinę rzeki Yarra w pobliżu Heidelbergu. W Eaglemont Streeton namalował liczne pejzaże, w tym: Złote lato w Eaglemont (1889), Eaglemont (1889), Droga do Templestowe (1889), Strumień wciąż płynie i zawsze będzie płynął (1890) Koło Heidelbergu (1890), Wiosna (1890) i Ponad nami wielkie, dostojne niebo (1890). Grupa, do której przystąpili też artyści jak Charles Conder, Clara Southern i Jane Sutherland (oraz inni), zyskała z czasem miano Heidelberg School (Szkoła z Heidelbergu). Jej jądro tworzyli: Streeton, Conder i Roberts. Szkoła z Heidelbergu nie była jednak prostą repliką francuskiego impresjonizmu; w wielu z jej prac widoczny był również wpływ naturalizmu, jak i realizmu. W praktyce oznaczało to, że barwa zastosowanych pigmentów miała bardziej naturalny wygląd jeśli chodzi o odcień, a kompozycje jako całość zachowywały większy zmysł formy niż te, tworzone przez takich artystów jak Claude Monet, Pierre-Auguste Renoir czy Camille Pissarro.

#### 9×5Exhibition
17 sierpnia 1889 roku malarze z Heidelbergu otworzyli w Buxton's Art Gallery w Melbourne wystawę swoich prac, zatytułowaną 9 × 5 Exhibition. Wystawa ta, inspirowana tendencjami międzynarodowymi, była wyrazem buntu młodych artystów wobec panującej tradycji akademickiego malarstwa epoki wiktoriańskiej. Wśród 182 eksponatów znalazło się 40 prac Streetona. Malowane głównie na pokrywkach pudełek do cygar obrazy były utrzymane w stylu impresjonistycznym, eksplorując takie zagadnienia tego kierunku jak bezpośredni sposób malowania, chwytanie efektu chwili czy tonalne użycie koloru w plenerze. Wystawa odniosła sukces, ale też wywołała krytyczne komentarze, wyrażone na łamach periodyku Argus przez najbardziej wpływowego krytyka sztuki Jamesa Smitha. Obóz artystyczny w Eaglemont przestał istnieć w styczniu 1890 roku, a w trzy miesiące później jeden z jego członków, Charles Conder wyjechał do Paryża, zabierając ze sobą obraz Streetona Złote lato (1889), który został wystawiony w Royal Academy of Arts w Londynie w 1891 roku i wyróżniony w 1892 roku w Salon de la Société des Artistes Français w Paryżu.

#### Wyjazd do Sydney
Streeton tymczasem przeniósł się do Sydney, gdzie namalował wiele scen mających za temat port, plaże i akty. Odbywał podróże w głąb lądu, do Nowej Południowej Walii, gdzie malował miejscowe bezkresne równiny podczas lata. Jego obrazy z tego okresu, to pejzaże: Pali się (1891), cykl Rzeka Hawkesbury i Przejrzysta moc purpurowego południa, pokazany w grudniu 1896 roku w Melbourne na pierwszej indywidualnej wystawie artysty. Po tym sukcesie Streeton postanowił wyruszyć w podróż do Anglii.

#### Londyn (1897–1923)
27 stycznia 1897 roku odpłynął z Sydney. Trzy miesiące spędził w Egipcie, krótki okres w Neapolu, po czym w maju dotarł do Anglii. W Londynie odnowił przyjaźń z Charlesem Conderem. W maju 1899 roku spotkał swoją przyszłą żonę, zawodową skrzypaczkę Esther Leonorę Clench. Pierwsze lata Streetona w Londynie były trudne; miał niewielu przyjaciół i tęsknił do czasów swojej młodości, a jego obrazy i wystawy wzbudzały niewielkie zainteresowanie. Streeton był pod wielkim wrażeniem twórczości artystów Glasgow School. W 1900 roku wystawiał w Royal Academy of Arts. W 1903 roku został wybrany na członka Chelsea Arts Club. Odwiedził Toma Robertsa, który przybył do Londynu, aby ukończyć tu swój Wielki obraz. W październiku 1906 roku Streeton wyjechał do Australii, odwiedzając Adelaide, Melbourne i Sydney. W lutym 1907 roku spędzał czas z rodziną Pinschof w jej posiadłości Hohewarte na Mount Macedon, gdzie namalował obraz Australia Felix. W kwietniu 1907 roku miał bardzo udaną wystawę w Hibernian Hall w Melbourne. Następne trzy miesiące spędził Sydney, po czym powrócił do Melbourne, skąd w październiku wyjechał do Londynu.
11 stycznia 1908 roku ożenił się z Esther Leonorą Clench. Czas przed I wojną światową, nie licząc wizyty w ojczyźnie w latach 1913–1914 spędził w Londynie, skąd wysyłał prace na wystawę do Australii. W tym okresie jego obrazy zaczęły zdobywać uznanie w Anglii, Francji i na międzynarodowych wystawach organizowanych w Stanach Zjednoczonych. Rozległe kontakty żony pomogły mu w zdobywaniu zleceń na obrazy. 24 kwietnia 1915 roku Streeton wstąpił do Australian Army Medical Corps, po czym został wysłany do Wandsworth, gdzie przez najbliższe dwa lata pracował jako sanitariusz. Otrzymał honorowy stopień porucznika i tytuł honorowego artysty wojennego (1918). Dwa lata spędził we Francji dokumentując dla rządu Commonwealthu działania na froncie zachodnim. Jego wojenne pejzaże przedstawiały spustoszenie terenu, ale unikały pokazywania tragedii i dramatu ludzkiego cierpienia. W lipcu 1919 roku w londyńskim Alpine Club artysta zaprezentował serię obrazów wojennych zatytułowaną Z Australijczykami w bitwie nad Sommą. Po wojnie z rodziną odwiedził Australię. W 1922 roku powrócił do Londynu, a w 1923 wyjechał ponownie w Australii.

#### Australia (1923–1943)
Kupił dom w Toorak, a w Olindzie w Górach Dandenong zbudował letni domek. W czasie gdy przyjeżdżał do Olindy lub mieszkał w niej, namalował wiele panoramicznych pejzaży, w tym Złote popołudnie w Olindzie (ok. 1924) i Widok Olindy z posiadłości Farmerów (ok. 1928). Malował również sielskie motywy lokalne oraz liczne martwe natury, w tym róże, które rosły w jego ogrodzie. Odbywał wyprawy malarskie do wielu miejsc w Australii. W 1928 roku otrzymał nagrodę Wynne za pejzaż Popołudniowe światło w Dolinie Goulburn. W późniejszych latach Streeton kontynuował malowanie słonecznych, idyllicznych pejzaży, z których wiele było powierzchownych i pozbawionych inspiracji z wczesnego, radykalnego okresu jego twórczości. Czołowi krytycy, zwłaszcza J. S. MacDonald i Lionel Lindsay, wyrażali się pozytywnie o jego dorobku. W latach 1929–1935 Streeton publikował jako krytyk sztuki w The Argus; okazjonalne artykuły do gazet pisywał w latach 1925–1936. W 1935 roku napisał i wydał The Arthur Streeton Catalogue. Zyskał powszechne uznanie, a w 1937 roku otrzymał tytuł szlachecki. Po śmierci żony w 1938 roku zamieszkał w Olindzie i poświęcając czas na pracę w ogrodzie. Zmarł po długiej chorobie 1 września 1943 roku. Został pochowany na cmentarzu w Ferntree Gully.

## Twórczość
Streeton był jednym z najlepszych australijskich pejzażystów końca XIX wieku i najbardziej udanym malarzem Heidelberg School, australijskiego impresjonizmu. Zdobył uznanie dzięki swym oddziałującym na wyobraźnię, kultowym pejzażom, oddającym w idealny sposób światło i kolor australijskiej wsi i prowincji. Mimo że uczęszczał na zajęcia w National Gallery School, pozostał w dużej mierze samoukiem, zwłaszcza jeśli chodzi o malarstwo olejne. Był pod wpływem Williama Turnera, a także malarstwa pejzażowego barbizończyków.
Technika posługiwania się pędzlem, podejście do zagadnienia światła i malowanie bezpośrednio z natury zbliżyły go z kolei do francuskiego impresjonizmu. Jako członek założyciel Heidelberg School i bliski przyjaciel jej lidera Toma Robertsa Streeton malował z grupą skupionych w niej artystów w okolicach Melbourne, a później także w okolicach Sydney.

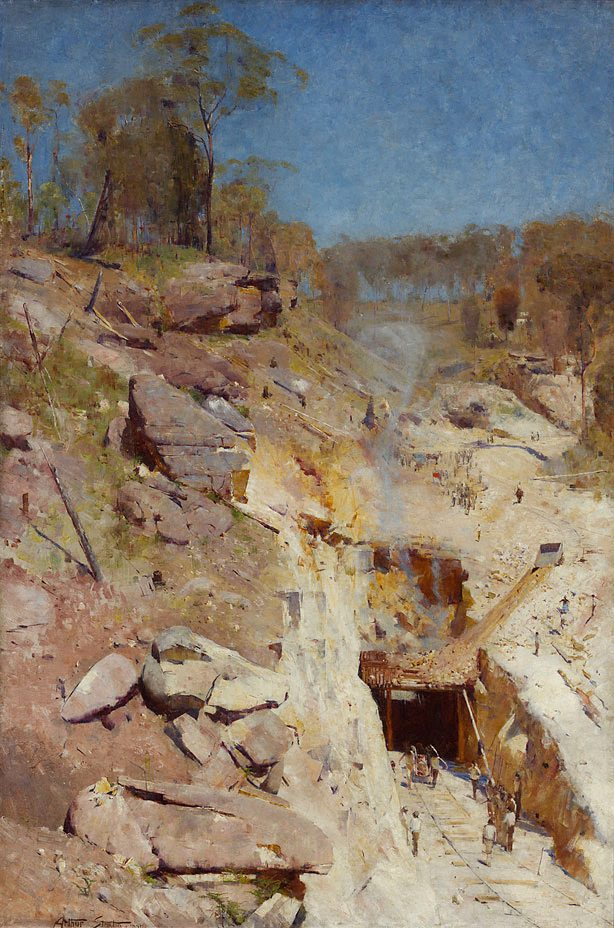
Uwaga: strzał!, 1891, Art Gallery of New South Wales

Trzy jego największe arcydzieła w dziedzinie impresjonistycznego pejzażu to: Uwaga: strzał!, 1891, Art Gallery of New South Wales, Sydney), Dworzec kolejowy w Redfern (1893, Art Gallery of New South Wales) i Przejrzysta moc purpurowego południa (1896, National Gallery of Victoria w Melbourne).
Obraz Uwaga: strzał! (lub Uwaga: strzał! w tunelu w Lapstone) był największym z dotychczas namalowanych obrazów olejnych artysty. Zainspirowany budową nowego tunelu w miejscowości Lapstone, drążonego metodą kontrolowanych wybuchów w skałach z piaskowca, otrzymał tytuł według okrzyku ostrzegawczego poprzedzającego każdą kontrolowaną eksplozję. Obraz przedstawiający następstwa prawdziwego wypadku w wyniku przedwczesnego wybuchu, którego naocznym świadkiem był Streeton, ukazuje ciało ofiary usuwane z miejsca zdarzenia. Jednak dramat tragicznego wypadku ginie w cieniu przytłaczającego efektu rozległego nieba i lśniącego w słońcu krajobrazu. Ukazanie drobnych niczym karzełki postaci ludzkich na tle ogromu natury tylko dodaje heroizmu pracy robotników drążących tunel.

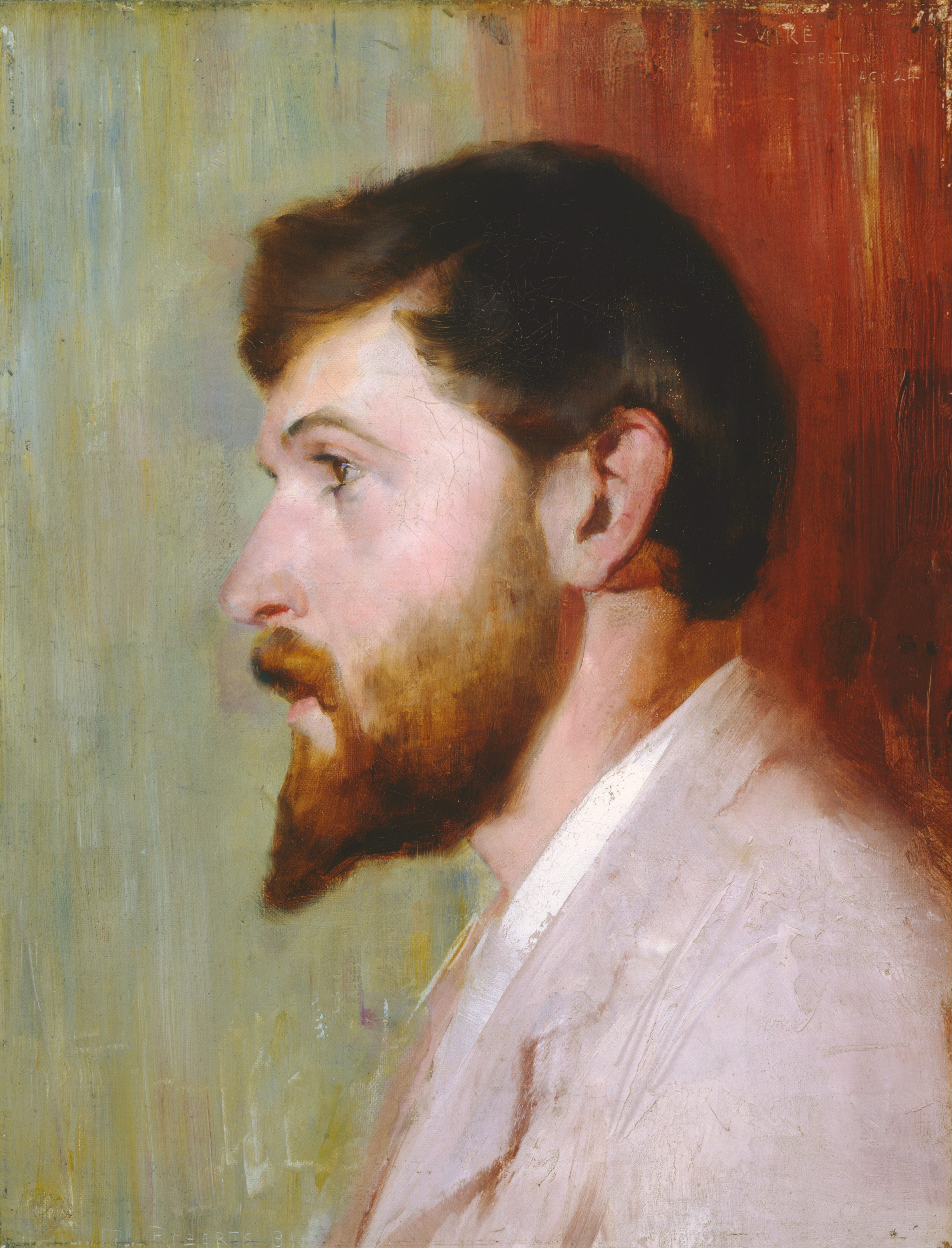
Tom Roberts, Smike Streeton w wieku 24 lat, 1891, Art Gallery of New South Wales

Obok takich prac jak Strzyżenie owiec Robertsa (1890, National Gallery of Victoria) i W ciężkich opałach McCubbina (1889, Art Gallery of Western Australia) obraz Streetona symbolizuje niezłomny charakter i heroiczne postępy nowego narodu.
Oprócz pejzaży Streeton namalował również kilka portretów i autoportretów.
Sam był też modelem dla innych artystów.
Portret Smike Streeton w wieku 24 lat namalował w 1891 roku Tom Roberts i trzymał w swoich zbiorach aż do śmierci. Jest to portret przyjaźni – nieformalny i bardzo osobisty, wyrażający więzi przyjaźni i szacunku, łączące obu tych artystów. Został namalowany prawdopodobnie podczas ich wspólnego obozowania nad zatoką Little Sirius, stanowiącą część naturalnego portu Sydney. Portret ukazuje elegancki profil Streetona: szerokie, wyraziste, ciemne oczy, brązowe włosy, wąsy ze złotym odcieniem i brodę oraz entuzjastyczny, chłopięcy wyraz twarzy. Obraz znajduje się w zbiorach Art Gallery of New South Wales w Sydney, podobnie jak autoportret Streetona z 1924 roku.

## Zbiory
Obrazy Arthura Streetona znajdują się w zbiorach czołowych australijskich muzeów, w tym: Australian War Memorial, National Gallery of Australia, National Gallery of Victoria, Art Gallery of South Australia i Art Gallery of New South Wales.